# Philippe Joseph Pollart
Philippe Joseph Pollart est un homme politique français né le 12 mai 1761 à Douai (Nord) et décédé à une date inconnue.
Bénédictin avant la Révolution, il devient maire de Franciade en 1793 et est élu député de la Seine au Conseil des Cinq-Cents le 27 germinal an VI. Il est ensuite administrateur du Xe arrondissement de Paris.